# Anthony Dod Mantle
Anthony Dod Mantle (ur. 1955 w Oxfordshire) – brytyjski operator filmowy. Zdobywca Oscara.
Mieszka w Kopenhadze. Z duńskimi filmowcami zaczął pracować w latach 90. Był autorem zdjęć do kilku filmów kojarzonych z Dogmą, m.in. Festen (1998), Mifune (1999) i Dogville (2003). W 2002 zrealizował pierwszy film we współpracy z Dannym Boyle'em – 28 dni później, był także operatorem Milionerów oraz Slumdoga (2008). Za zdjęcia do tego filmu otrzymał Oscara. Wcześniej pracę Doda Mantle'a uhonorowano m.in. Nagrodą BAFTA i Złotą Żabą na Camerimage.

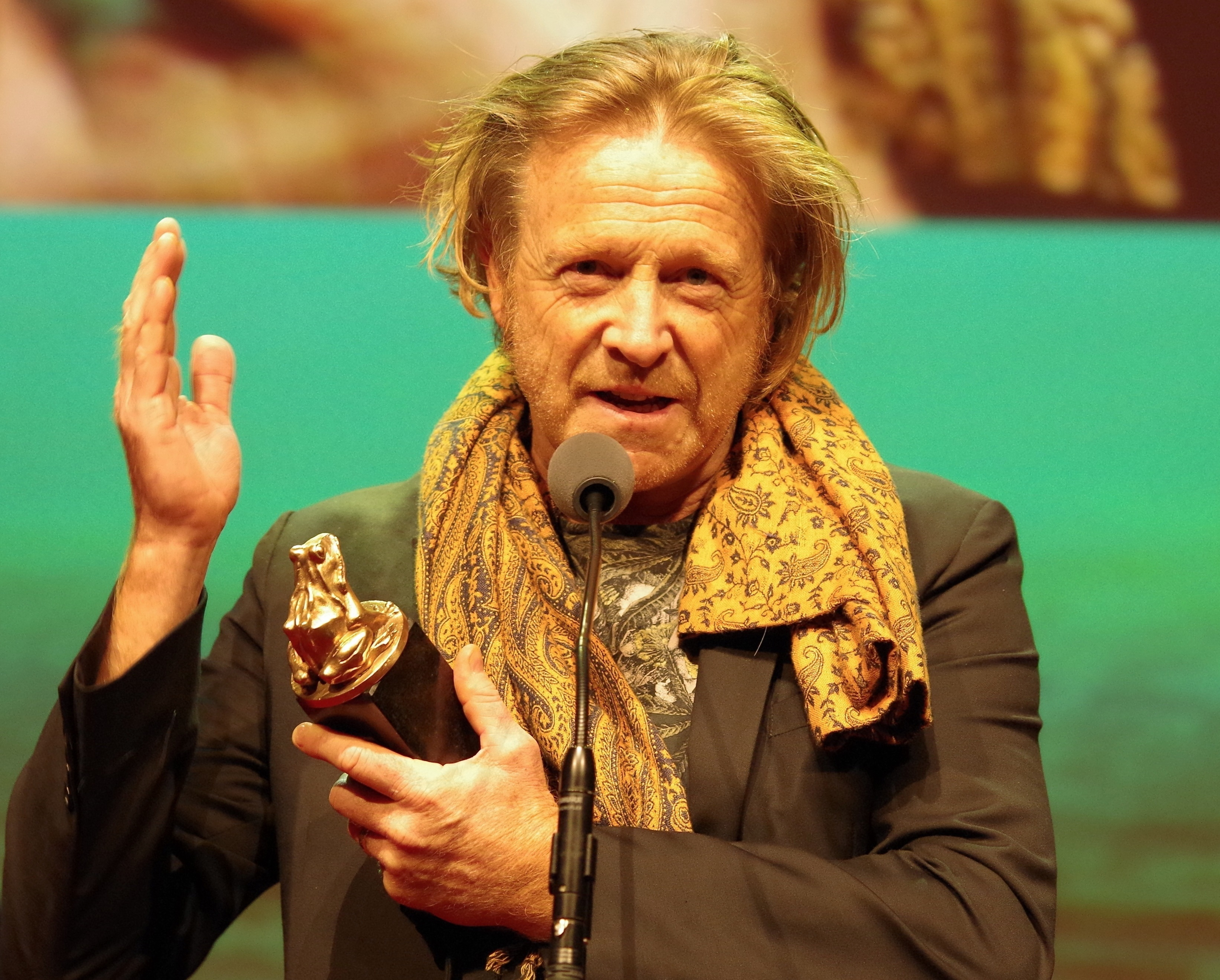
Energa Camerimage 2016